# Nicolas Appert

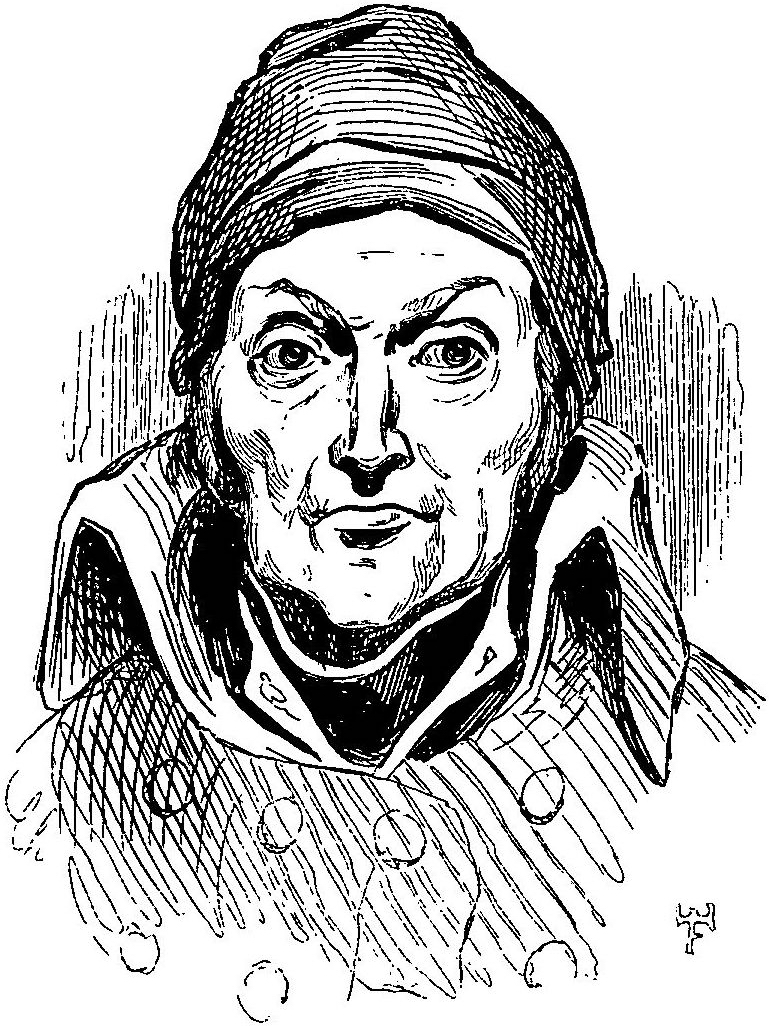
Nicolas Appert

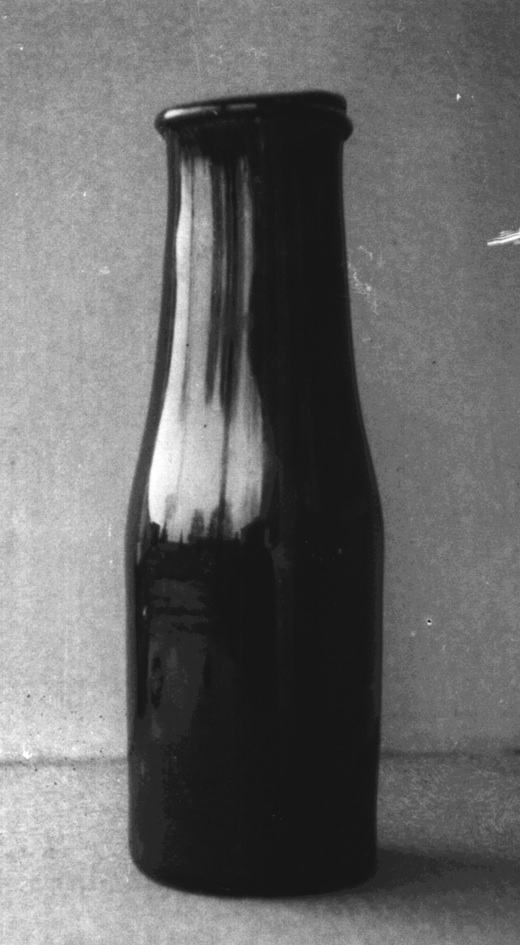
Bouteille à conserve Appert

Nicolas Appert (Châlons-en-Champagne, 17 november 1749 – Massy, 1 juni 1841) was een Franse suikerbakker en de uitvinder van het luchtdicht bewaren van voedsel. Appert werd bekend als de "vader van het inmaakproces". 

## Leven
Appert was het negende van elf kinderen. Zijn ouders hielden het hotel Le Cheval Blanc in Châlons. Hij begon een brouwerij en trad dan in dienst van hertog Christiaan IV van Palts-Zweibrücken, bij wie hij chef-kok was. In 1784 begon hij in Parijs snoepgoed te vervaardigen en het volgende jaar trad hij in het huwelijk. Hij bouwde zijn confiserie uit met een voedingsgroothandel en deed experimenten met bewaarmethoden. Als deelnemer aan de Franse Revolutie werd hij hoofd van de Section des Lombards en was hij betrokken bij het proces en de executie van Lodewijk XVI, maar hij was niet radicaal genoeg voor het Schrikbewind en belandde in april 1794 in de gevangenis. Dankzij de Thermidoriaanse Reactie enkele maanden later overleefde hij het. 
In 1795 had hij het procédé van de 'appertisatie' op punt. In Ivry-sur-Seine opende hij een atelier waar hij voedsel inmaakte in gesloten flessen. Weldra kon hij op grotere schaal gaan werken in Massy, waar hij zelf groenten en fruit kweekte. Dikwandige glazen flessen werden gevuld met eetwaren van allerlei soorten, uiteenlopend van vlees, gevogelte, groente, eieren, melk en voorgemaakte menu's (volgens bronnen was zijn grootste succes dat de publiciteit haalde een geheel schaap). Er werd enige ruimte gelaten boven de inhoud van de fles om de opening te kunnen sluiten met een kurk die er stevig werd ingeperst met een schroef. De fles werd ter bescherming in canvas gewikkeld, terwijl ze werd ondergedompeld in kokend water om vervolgens te worden verhit gedurende een door Appert, afhankelijk van de inhoud van de fles, nauwkeurig vastgelegde tijd. Hij ging empirisch te werk maar was geen wetenschapper.
Zijn producten waren technisch verzorgd en gewild, maar de financiële kant kreeg hij niet onder de knie. In 1806 ging hij failliet en hoewel hij zijn zaken verder kon zetten, heeft hij zich nooit helemaal hersteld. Hij toonde zijn waar op de Exposition des produits de l'industrie nationale en in 1809 liet hij haar evalueren door drie wetenschappers van de Société pour l'encouragement de l'industrie nationale (SEIN). Gesterkt door hun gunstige verslag, vroeg hij hulp van het ministerie van Binnenlandse Zaken. Dat liet hem de keuze tussen een octrooi of een subsidie van 12.000 francs mits omstandige publicatie. Hij koos voor de beloning en schreef een boek dat spoedig in het Duits, Engels en Zweeds werd vertaald. Het was het eerste kookboek dat handelde over de moderne manier van bewaring van voedsel. 
Haast onmiddellijk werd de techniek van Appert overgenomen en aangepast door de Engelsman Peter Durand, die het glas verving door blik. Een vergoeding zag Appert niet. Als gevolg van de nederlaag van Napoleon Bonaparte werd zijn werkplaats in Massy door de geallieerden vernield in 1814 en opnieuw in 1815. De Restauratie was hem niet gunstig gezind. Hij kreeg weliswaar gratis bedrijfsruimte ter beschikking in het Hôpital des Quinze-Vingts, maar werd er in 1827 buitengezet. Het was de SEIN die hem nog af en toe medailles en prijzen toekende. Hoewel zijn uitvinding zich verspreidde en met name op zee uiterst nuttig bleek, werd het Légion d'Honneur hem geweigerd. 

## Techniek en verspreiding
Opmerkelijk is dat Appert zijn methode vond ongeveer 100 jaar voordat Louis Pasteur bewees dat bacteriën werden gedood door verhitting. Ter ere van Appert wordt inmaken wel vaker "appertisatie" genoemd, dit ter onderscheid van pasteurisatie. De eerste pogingen van Appert van inmaken van voedsel door dit te koken gingen ten koste van de smaak van het inmaaksel, dit in tegenstelling tot het voedsel dat werd bereid middels pasteurisatie waarbij de temperatuur slechts 70 °C is. 
De methode van Appert was zo eenvoudig en makkelijk uitvoerbaar, dat deze al snel wijdverbreid was. In 1810 patenteerde Peter Durand zijn eigen methode met een conservenblik, een modernere manier voor het bewaren van voedsel. In 1812 kochten Bryan Donkin en John Hall de intellectuele eigendom en begonnen met het produceren van ingemaakt voedsel. Minder dan tien jaar later werd het Appert-model van inmaken geïntroduceerd in de Verenigde Staten. De massaproductie van blikconserven werd pas gewoon aan het begin van de twintigste eeuw.

## Eerbetoon
Naar Appert is onder andere in het 11e arrondissement van Parijs een straat genoemd, de rue Nicolas Appert. Daarnaast is er in Wageningen voor de studie Food Technology ook een studievereniging die de naam Nicolas Appert draagt.

## Publicaties
- Le Livre de tous les ménages, ou l'art de conserver pendant plusieurs années toutes les substances animales et végétales (1810)
- Notice sur la dépuration de la gélatine (1826)